# Europawahl in Italien 2014
Die Europawahl in Italien 2014 fand am 25. Mai im Rahmen der EU-weiten Europawahl 2014 statt. In Italien werden 73 der 751 Sitze im Europäischen Parlament vergeben. Die Wahllokale waren in der Zeit von 7 bis 23 Uhr geöffnet.

## Wahlsystem

Die fünf Wahlkreise Italiens

Die Wahl erfolgte nach dem Verhältniswahlrecht, wobei Parteien, die bisher keinen Sitz im europäischen Parlament hatten, 30.000 Unterstützungsunterschriften sammeln müssen.
Das Land ist in fünf Wahlkreise aufgeteilt: Italia nord-occidentale (Nordwestitalien: Piemont, Aostatal, Ligurien, Lombardei), Italia nord-orientale (Nordostitalien: Venetien, Trentino-Südtirol, Friaul-Julisch Venetien, Emilia-Romagna), Italia centrale (Mittelitalien: Toskana, Umbrien, Marken, Latium), Italia meridionale (Süditalien: Abruzzen, Molise, Kampanien, Apulien, Basilikata, Kalabrien) und Italia insulare (Inseln: Sizilien, Sardinien). Artikel 2 des „Gesetzes zur Wahl der Abgeordneten im Europäischen Parlament“ in Verbindung mit dem „Dekret vom 1. April 2009“ gibt für diese Wahldistrikte eine feste Anzahl an Sitzen vor. Aufgrund der zweistufigen Sitzzuteilung nach Artikel 21 und 22 werden diese Zahlen allerdings nicht eingehalten. In einem ersten Schritt, der sogenannten Oberzuteilung, werden die landesweiten Parteistimmen zusammengezählt. Mit Hilfe des Hare/Niemeyer-Verfahrens mit abgerundeter Hare-Quote wird die Gesamtzahl der auf eine Landesliste entfallender Sitze bestimmt. In den sogenannten Unterzuteilungen für jede Partei werden die einer Partei zustehenden Sitze nach demselben Verfahren an die Wahlkreise zugeteilt. Demnach hängt die Anzahl an Sitzen in den Distrikten von der Anzahl der gültigen Stimmen in den jeweiligen Distrikten ab.
Nach Artikel 12 des italienischen Wahlgesetzes zur Europawahl können sich Minderheitsparteien einer landesweit antretenden Partei anschließen. Ferner ist nach Artikel 22  einer Minderheitspartei ein Sitz garantiert, insofern ihr stärkster Kandidat mindestens 50.000 Stimmen auf sich vereinigen kann.

## Listen und Parteien
| Listen/Parteien                               | Listen/Parteien                        | Listen/Parteien                        | Europa- partei | Scheidendes Parlament | Scheidendes Parlament |  |
| Listen/Parteien                               | Listen/Parteien                        | Listen/Parteien                        | Europa- partei | Mandate               | EP-Fraktion           |  |
| --------------------------------------------- | -------------------------------------- | -------------------------------------- | -------------- | --------------------- | --------------------- |  |
|                                               | Partito Democratico 1                  | Partito Democratico 1                  | SPE            | 23                    | S&D                   |  |
|                                               | Movimento 5 Stelle                     | Movimento 5 Stelle                     | –              | –                     | –                     |  |
|                                               | Forza Italia                           | Forza Italia                           | EVP            | 16                    | 15 EVP + 1 EKR        |  |
|                                               | Lega Nord 2                            | Lega Nord 2                            | MELD           | 7                     | 6 EFD + 1 NI          |  |
|                                               | NCD – UDC                              | Nuovo Centrodestra                     | –              | 7                     | EVP                   |  |
| Unione di Centro                              | NCD – UDC                              | EVP                                    | 5              | EVP                   |                       |  |
|                                               | L’Altra Europa con Tsipras 3           | Partito della Rifondazione Comunista   | EL             | –                     | –                     |  |
| Sinistra Ecologia Libertà                     | L’Altra Europa con Tsipras 3           | –                                      | –              | –                     |                       |  |
| Partito Pirata Italiano                       | L’Altra Europa con Tsipras 3           | –                                      | –              | –                     |                       |  |
| Grüne Südtirol                                | L’Altra Europa con Tsipras 3           | EGP                                    | –              | –                     |                       |  |
|                                               | Fratelli d’Italia – Alleanza Nazionale | Fratelli d’Italia – Alleanza Nazionale | –              | 2                     | EVP                   |  |
|                                               | Green Italia – Verdi Europei           | Green Italia                           | –              | –                     | –                     |  |
| Federazione dei Verdi                         | Green Italia – Verdi Europei           | EGP                                    | –              | –                     |                       |  |
|                                               | Scelta Europea                         | Centro Democratico                     | –              | –                     | –                     |  |
| Scelta Civica                                 | Scelta Europea                         | –                                      | –              | –                     |                       |  |
| Fare per Fermare il Declino                   | Scelta Europea                         | –                                      | –              | –                     |                       |  |
|                                               | Italia dei Valori                      | Italia dei Valori                      | ALDE           | 2                     | ALDE                  |  |
|                                               | Südtiroler Volkspartei 4               | Südtiroler Volkspartei 4               | –              | 1                     | EVP                   |  |
|                                               | Io Cambio – MAIE                       | Io Cambio                              | –              | 1                     | EFD                   |  |
| Movimento Associativo Italiani all’Estero     | Io Cambio – MAIE                       | –                                      | –              | –                     |                       |  |
|                                               | Sonstige                               | Sonstige                               | –              | 9                     | a                     |  |
|                                               |                                        |                                        |                |                       |                       |  |
| Quelle: Scheidendes Parlament (2014), Mandate |                                        |                                        |                |                       |                       |  |

## Ergebnisse

Relative Mehrheiten nach Provinzen:

| Listen                   | Listen                                            | Stimmen    | %    | +/-   | Mandate | +/- |
| ------------------------ | ------------------------------------------------- | ---------- | ---- | ----- | ------- | --- |
|                          | Partito Democratico (PD)                          | 11.203.231 | 40,8 | ▲14,7 | 31      | ▲10 |
|                          | Movimento 5 Stelle (M5S)                          | 5.807.362  | 21,2 | Neu   | 17      | Neu |
|                          | Forza Italia (FI) 1                               | 4.614.364  | 16,8 | Neu   | 13      | Neu |
|                          | Lega Nord – Die Freiheitlichen (LN)               | 1.688.197  | 6,2  | ▼4,1  | 5       | ▼4  |
|                          | Nuovo Centrodestra – Unione di Centro (NCD-UDC) 2 | 1.202.350  | 4,4  | ▼2,1  | 3       | ▼3  |
|                          | L’Altra Europa con Tsipras (AET) 3                | 1.108.457  | 4,0  | Neu   | 3       | Neu |
|                          | Fratelli d’Italia – Alleanza Nazionale (FdI-AN) 1 | 1.006.513  | 3,7  | Neu   | –       | Neu |
|                          | Verdi Europei – Green Italia (VE-GI) 4            | 250.102    | 0,9  | Neu   | –       | Neu |
|                          | Scelta Europea (SE) (CD – SC – FFD)               | 197.942    | 0,7  | Neu   | –       | Neu |
|                          | Italia dei Valori (IdV)                           | 181.373    | 0,7  | ▼7,3  | –       | ▼7  |
|                          | Südtiroler Volkspartei (SVP) a                    | 138.037    | 0,5  | ▬     | 1       | ▬   |
|                          | Io Cambio – MAIE (IC-MAIE)                        | 50.978     | 0,2  | Neu   | –       | Neu |
| Gesamt                   | Gesamt                                            | 27.448.906 | 100  |       | 73      | –   |
|                          |                                                   |            |      |       |         |     |
| Ungültige Stimmen        | Ungültige Stimmen                                 | 1.542.352  | 5,3  | –1,2  |         |     |
| Wähler                   | Wähler                                            | 28.991.258 | 57,2 | –7,8  |         |     |
| Wahlberechtigte          | Wahlberechtigte                                   | 50.662.460 |      |       |         |     |
|                          |                                                   |            |      |       |         |     |
| Quelle: Innenministerium |                                                   |            |      |       |         |     |

## Fraktionen im Europäischen Parlament
| Liste/Partei                   | Liste/Partei               | Liste/Partei               | Liste/Partei               | Mandate | Fraktion |
| ------------------------------ | -------------------------- | -------------------------- | -------------------------- | ------- | -------- |
|                                | Partito Democratico        | Partito Democratico        | Partito Democratico        | 31 / 73 | S&D      |
|                                | Movimento 5 Stelle         | Movimento 5 Stelle         | Movimento 5 Stelle         | 17 / 73 | EFDD     |
|                                | Forza Italia               | Forza Italia               | Forza Italia               | 13 / 73 | EVP      |
|                                | Lega Nord                  | Lega Nord                  | Lega Nord                  | 5 / 73  | NI       |
|                                | NCD – UDC                  |                            | Nuovo Centrodestra         | 2 / 73  | EVP      |
|                                | NCD – UDC                  | Unione di Centro           | 1 / 73                     | EVP     |          |
|                                | L’Altra Europa con Tsipras | L’Altra Europa con Tsipras | L’Altra Europa con Tsipras | 3 / 73  | GUE/NGL  |
|                                | Südtiroler Volkspartei     | Südtiroler Volkspartei     | Südtiroler Volkspartei     | 1 / 73  | EVP      |
|                                |                            |                            |                            |         |          |
| Quelle: Europäisches Parlament |                            |                            |                            |         |          |